# Corethropalpa homophanes
Corethropalpa homophanes är en fjärilsart som beskrevs av Turner 1939. Corethropalpa homophanes ingår i släktet Corethropalpa och familjen praktmalar, Oecophoridae. Inga underarter finns listade i Catalogue of Life.